# Journal of Algebraic Geometry
Journal of Algebraic Geometry is een internationaal, aan collegiale toetsing onderworpen wetenschappelijk tijdschrift op het gebied van de algebraïsche meetkunde. De naam wordt in literatuurverwijzingen meestal afgekort tot J. Algebr. Geom. Het wordt uitgegeven door de American Mathematical Society en verschijnt 4 keer per jaar. Het eerste nummer verscheen in 2002.